# Перспектива (геометрия)
Перспектива в геометрии — способ изображения фигур, основанный на применении центрального проектирования.

## Определение
Перспектива с центром {\displaystyle S} ― отображение плоскости {\displaystyle \pi } в плоскость {\displaystyle \pi '}, при котором каждой точке {\displaystyle M} плоскости  {\displaystyle \pi } ставится в соответствие точка {\displaystyle M'} пересечения прямой {\displaystyle SM} с плоскостью {\displaystyle \pi '} (если прямая {\displaystyle SM} не параллельна плоскости {\displaystyle \pi '}).

## Описание
Для получения перспективного изображения какого-либо предмета проводят из выбранной точки Евклидова пространства (центра перспективы) лучи ко всем точкам данного предмета. На пути лучей ставят ту поверхность, на которой желают получить изображение. 
В пересечении проведённых лучей с поверхностью получают искомое изображение предмета. 
Например, перспективное изображение предмета на плоскости (линейная перспектива), на внутренней поверхности цилиндра (панорамная перспектива), на внутренней поверхности сферы (купольная перспектива). На внешней поверхности сферы (сферическая перспектива). 
Перспективные изображения параллельных прямых пересекаются в так называемых точках схода, а параллельных плоскостей — в линиях схода.